# Pardon My Clutch
Pardon My Clutch (br.: Quem é o mais lunático?) é um filme de curta-metragem estadunidense de 1948, dirigido por Edward Bernds. É o 105º de um total de 190 filmes da série com Os Três Patetas produzida pela Columbia Pictures entre 1934 e 1959.

## Enredo
Shemp está indisposto e Moe e Larry chamam um amigo, Claude (Matt McHugh), que chega com um livro de medicina e mesmo sem ser médico passa a examinar o Pateta. Ele conclui que a causa dos males de Shemp é um dente cariado e todos passam a tentar arrancá-lo. Quando finalmente conseguem, Claude sugere que eles acampem junto com as esposas e oferece seu equipamento, na verdade uma enorme barraca militar. Também lhes vende um carro antigo para que façam a viagem.
O trio começa a carregar as bagagens no carro e um pneu murcha com o peso. Ao tentar trocá-lo, Moe fica com o pé preso na roda. O estepe sai pela rua e entra rolando em uma borracharia. Os Patetas chegam para pegar o pneu mas o dono (George Lloyd) acha que eles estão a roubá-lo. Depois de muita briga os Patetas vão embora com o pneu. Eles terminam a troca mas ao ligarem o carro o motor explode, derrubando toda a bagagem. Nesse momento chega um homem estranho (Emil Sitka) que se diz produtor de cinema e oferece dois mil dólares pelo carro. Claude interrompe a negociação e diz que o carro ainda é dele e devolve o dinheiro que os Patetas lhe deram mas percebe que se deu mal quando dois enfermeiros chegam e afirmam que o homem é louco, levando-o carregado em seguida. Com a revelação Claude também tem um surto e vai atrás dos enfermeiros pedindo para que o levem também e os Patetas ficam felizes por recuperarem o dinheiro.

## Citação
- Claude: (mostrando o carro) "Bem amigos, aqui está!"
- Larry: "Sim, mas o que é isso?"
- Claude: "É um Columbus."
- Shemp: "Não perguntamos de quem comprou, mas quem fez isso?"
- Claude: "Eu falei, um Columbus!"
- Moe: "Eu pensei que ele tinha vindo de barco."